# Ferdinand Hellers
Ferdinand Hellers (ur. 28 stycznia 1969 w Sztokholmie) – szwedzki szachista, arcymistrz od 1988 roku.

## Kariera szachowa
Na przełomie 1984 i 1985 roku odniósł pierwszy duży sukces, zdobywając w Groningen tytuł mistrza Europy juniorów do lat 20. W 1985 zwyciężył również w otwartym turnieju OHRA B w Amsterdamie. W 1986 wystąpił w Gausdal w mistrzostwach świata juniorów do lat 20, dzieląc za Walterem Arencibią i Simenem Agdesteinem III-V miejsce. W 1988 zwyciężył (wraz z m.in. Florinem Gheorghiu, Bogdanem Laliciem i Jurijem Bałaszowem) w turnieju open w Berlinie. W tym samym roku, na kolejnych mistrzostwach świata juniorów do lat 20 zajął w Adelaide V-VII miejsce, triumfował w kołowym turnieju w Budapeszcie oraz podzielił I-II miejsce (wraz z Tomem Wedbergiem) w Malmö. W 1991 podzielił II lokatę (za Aleksiejem Wyżmanawinem) w tradycyjnym turnieju Rilton Cup w Sztokholmie, w 1993 zwyciężył w Malmö (w turnieju Sigeman & Co) oraz wystąpił w turnieju międzystrefowym w Biel/Bienne. W kolejnych latach (1994, 1997) ponownie triumfował w Malmö (w 1994 wraz z Curtem Hansenem).
W latach 1988–1990 dwukrotnie wystąpił na szachowych olimpiadach, w obu przypadkach osiągając najlepsze indywidualne wyniki w zespole.  Łącznie w turniejach olimpijskich rozegrał 22 partie, w których zdobył 15½ pkt. Oprócz tego, również dwukrotnie (1989, 1992) wystąpił w reprezentacji kraju na drużynowych mistrzostwach Europy.
Najwyższy ranking w karierze osiągnął 1 stycznia 1998 r., z wynikiem 2605 punktów dzielił wówczas 65-69. miejsce na światowej liście FIDE, jednocześnie zajmując 2. miejsce (za Ulfem Anderssonem) wśród szwedzkich szachistów.